# Renato Veiga
Renato da Palma Veiga (Lisbona, 29 luglio 2003) è un calciatore portoghese con cittadinanza capoverdiana, difensore del Villarreal e della nazionale portoghese, con cui ha vinto la UEFA Nations League 2024-2025.

## Biografia
Suo padre Nélson era anch'egli un calciatore e militava nella nazionale capoverdiana.

## Caratteristiche tecniche
Di piede mancino, il suo ruolo è quello di difensore centrale, ma può giocare anche da terzino sinistro e, grazie alle sue abilità palla al piede, da mediano. Aggressivo e abile nell'interdizione, gli piace ricercare l'anticipo e preferisce difendere in avanti e ha una buona attitudine alla riaggressione, motivo per cui non fa fatica a staccarsi per tamponare le transizioni avversarie. Tende a cercare in maniera proattiva il recupero della palla e gli piace lasciare la posizione per aiutare i compagni di squadra in raddoppio, oltre a creare spazi in fase offensiva.Anche a causa della sua stazza per ovviare alla scarsa rapidità nel girarsi preferisce il controllo di suola per tenere il pallone sotto il corpo.

## Carriera

### Club

#### Gli inizi
Cresciuto nel settore giovanile dello Sporting Lisbona, il 31 gennaio 2023 viene ceduto in prestito all'Augusta fino al termine dell'anno solare. L'11 febbraio successivo ha esordito in Bundesliga, in occasione dell'incontro perso per 3-1 contro il Magonza.
Il 15 agosto 2023 il prestito viene rescisso e, tredici giorni dopo, viene ceduto a titolo definitivo al Basilea.

#### Chelsea e prestito alla Juventus
Il 12 luglio 2024 viene acquistato dal Chelsea per 14 milioni di euro. Il 3 ottobre seguente realizza il suo primo gol per i londinesi nel successo per 4-2 in Conference League contro il Gent.
Nella prima metà di stagione trova scarso impiego sotto la guida di Enzo Maresca, che lo schiera prevalentemente nelle partite di coppa; per trovare maggior spazio, il 27 gennaio 2025 viene ceduto in prestito secco fino al termine della stagione, alla Juventus, in Serie A. Con i bianconeri esordisce, da titolare, il 2 febbraio, in occasione della partita interna di campionato contro l'Empoli, vinta per 4-1. È titolare anche la seguente partita di Serie A, a Como vinta dalla Juventus per 2-1. L'11 febbraio fa il suo esordio assoluto in Champions League, inserito nella formazione titolare in occasione del 2-1 casalingo contro il PSV Eindhoven.

### Nazionale
Ha giocato nelle nazionali giovanili portoghesi Under-19 e Under-20.
Il 30 agosto 2024 viene convocato per la prima volta in nazionale maggiore, con cui ha esordito otto giorni dopo nel successo esterno in Nations League contro la Polonia (1-3).
Viene convocato per la fase finale della UEFA Nations League 2025 che si svolge in Germania.

## Statistiche

### Presenze e reti nei club
Statistiche aggiornate al 25 maggio 2025.
| Stagione                  | Squadra                   | Campionato                | Campionato | Campionato | Coppe nazionali | Coppe nazionali | Coppe nazionali | Coppe continentali | Coppe continentali | Coppe continentali | Altre coppe | Altre coppe | Altre coppe | Totale | Totale |
| Stagione                  | Squadra                   | Comp                      | Pres       | Reti       | Comp            | Pres            | Reti            | Comp               | Pres               | Reti               | Comp        | Pres        | Reti        | Pres   | Reti   |
| ------------------------- | ------------------------- | ------------------------- | ---------- | ---------- | --------------- | --------------- | --------------- | ------------------ | ------------------ | ------------------ | ----------- | ----------- | ----------- | ------ | ------ |
| 2021-2022                 | Sporting Lisbona B        | TL                        | 16         | 1          | -               | -               | -               | -                  | -                  | -                  | -           | -           | -           | 16     | 1      |
| 2022-gen. 2023            | Sporting Lisbona B        | TL                        | 15         | 3          | -               | -               | -               | -                  | -                  | -                  | -           | -           | -           | 15     | 3      |
| Totale Sporting Lisbona B | Totale Sporting Lisbona B | Totale Sporting Lisbona B | 31         | 4          |                 | -               | -               |                    | -                  | -                  |             | -           | -           | 31     | 4      |
| gen.-giu. 2023            | Augusta                   | BL                        | 13         | 0          | CG              | -               | -               | -                  | -                  | -                  | -           | -           | -           | 13     | 0      |
| 2023-2024                 | Basilea                   | SL                        | 23         | 2          | CS              | 3               | 0               | UECL               | -                  | -                  | -           | -           | -           | 26     | 2      |
| 2024-gen. 2025            | Chelsea                   | PL                        | 7          | 0          | FACup+CdL       | 1+2             | 0+0             | UECL               | 8                  | 2                  | -           | -           | -           | 18     | 2      |
| gen.-giu. 2025            | Juventus                  | A                         | 13         | 0          | CI              | -               | -               | UCL                | 2                  | 0                  | -           | -           | -           | 15     | 0      |
| Totale carriera           | Totale carriera           | Totale carriera           | 87         | 6          |                 | 6               | 0               |                    | 10                 | 2                  |             | -           | -           | 103    | 8      |

### Cronologia presenze e reti in nazionale
| Cronologia completa delle presenze e delle reti in nazionale ― Portogallo | Cronologia completa delle presenze e delle reti in nazionale ― Portogallo | Cronologia completa delle presenze e delle reti in nazionale ― Portogallo | Cronologia completa delle presenze e delle reti in nazionale ― Portogallo | Cronologia completa delle presenze e delle reti in nazionale ― Portogallo | Cronologia completa delle presenze e delle reti in nazionale ― Portogallo | Cronologia completa delle presenze e delle reti in nazionale ― Portogallo | Cronologia completa delle presenze e delle reti in nazionale ― Portogallo |
| Data                                                                      | Città                                                                     | In casa                                                                   | Risultato                                                                 | Ospiti                                                                    | Competizione                                                              | Reti                                                                      | Note                                                                      |
| ------------------------------------------------------------------------- | ------------------------------------------------------------------------- | ------------------------------------------------------------------------- | ------------------------------------------------------------------------- | ------------------------------------------------------------------------- | ------------------------------------------------------------------------- | ------------------------------------------------------------------------- | ------------------------------------------------------------------------- |
| 12-10-2024                                                                | Varsavia                                                                  | Polonia                                                                   | 1 – 3                                                                     | Portogallo                                                                | UEFA Nations League 2024-2025 - 1º turno                                  | -                                                                         |                                                                           |
| 15-11-2024                                                                | Porto                                                                     | Portogallo                                                                | 5 – 1                                                                     | Polonia                                                                   | UEFA Nations League 2024-2025 - 1º turno                                  | -                                                                         |                                                                           |
| 18-11-2024                                                                | Spalato                                                                   | Croazia                                                                   | 1 – 1                                                                     | Portogallo                                                                | UEFA Nations League 2024-2025 - 1º turno                                  | -                                                                         | 90’                                                                       |
| 20-3-2025                                                                 | Copenaghen                                                                | Danimarca                                                                 | 1 – 0                                                                     | Portogallo                                                                | UEFA Nations League 2024-2025 - Quarti di finale                          | -                                                                         | 76’                                                                       |
| 8-6-2025                                                                  | Monaco di Baviera                                                         | Portogallo                                                                | 2 – 2 dts (5 – 3 dtr)                                                     | Spagna                                                                    | UEFA Nations League 2024-2025 - Finale                                    | -                                                                         | 74’                                                                       |
| Totale                                                                    |                                                                           | Presenze                                                                  | 5                                                                         |                                                                           | Reti                                                                      | 0                                                                         |                                                                           |

## Palmarès

### Nazionale
- UEFA Nations League: 1

2024-2025